# Каменецкий, Тит Алексеевич
Тит Алексе́евич Камене́цкий (1790—1844) — русский педагог; племянник И. К. Каменецкого.

## Биография
Окончил в 1810 году отделение (факультет) словесных наук Московского университета; вступил в службу 1 мая 1811 года. В 1812 году занимался эвакуацией имущества университета и имел намерение поступить в Московское ополчение, но был направлен вместе с университетом в эвакуацию в Нижний Новгород, откуда вернулся в Москву в конце октября.
В 1815 году защитил магистерскую диссертацию «О начале, обширности и вспомогательных средствах английской торговли». Адъюнкт географии и статистики в Императорском Московском университете (1816—1824).
В 1815 году был также приглашён преподавать историю, географию и статистику в Московском коммерческом училище; в марте 1818 года был назначен в директором училища;  в начале 1824 года по собственной инициативе открыл при училище частный пансион, который в том же году было велено закрыть; одновременно с руководством училищем он преподавал в нём до 1829 года статистику и коммерческую географию.
С 18 апреля 1837 года — действительный статский советник. Был казначеем общества истории и древностей Российских.
С 28 декабря 1838 года был уволен по прошению от должности директора училища и назначен помощником обер-директора училища.

…Директором его являлся бывший адъюнкт университета Тит Алексеевич Каменецкий - человек чрезвычайно искательный, хитрый и вкрадчивый… a la Чичиков… Образования он был весьма недальнего, особенно для занимаемого им поста… {С-в. Воспоминания о Московском Коммерческом училище, 1831-1838 годов // «Русский вестник». — 1861. — № 12. — С. 721—722.}
— Рыбасов А. И. А. Гончаров — М.: Молодая гвардия, 1957 — (ЖЗЛ)
Основываясь на программе ректора Московского университета И. А. Гейма «Начертание всеобщего землеописания по новейшему разделению государств и земель», написал учебник географии, выдержавший пять изданий.
Автор географических очерков, публиковавшихся в периодических изданиях (журнале «Сын Отечества» и др.), прочих сочинений.
Имел собственный деревянный дом в Москве.
Умер 8 (20) ноября 1844 года. Похоронен на Ваганьковском кладбище; могила утрачена. Русский биографический словарь А. А. Половцова датой смерти указывает 7 апреля 1844 года.

## Награды
За службу был отмечен рядом наград:
- Бриллиантовый перстень (1818, 1822, 1826)
- орден Св. Владимира 4-й ст. (1820)
- орден Св. Анны 2-й ст. (1824)
- орден Св. Владимира 3-й ст. (1832)
- орден Св. Станислава 2-й ст. (1834)
- Знак отличия за XXX лет (1840)

## Труды
- Краткое всеобщее землеописание по новому разделению, изданное по руководству Г-на Статского Советника и Кавалера И. А. Гейма, в пользу детей, начинающих учиться Географии, Т. Каменецким. — М.: В Университетской Типографии, 1817. — 100 с. (выдержало ряд изданий, с дополнениями; 5-е издание, 1827. — 382 с.)
- Плоды попечений государыни императрицы Марии Феодоровны о воспитанниках Московского коммерческого училища. — М.: Тип. С. Селивановского, 1829. — 176 с.
- О Сергиевских серно-нефтяных водах; Нефтяный ключ: Очерки. — М., 1831 (перепечатано из журнала «Сын Отечества» 1829 года).
- Обозрение важнейших событий и перемен, происшедших в Московском коммерческом училище в первое двадцатипятилетие от начала учреждения оного Училища. Составлено и читано директором Училища Титом Каменецким// Торжественное воспоминание царственных добродетелей блаженныя памяти государыни имеератрицы Марии Феодоровны. — М., 1832. — С. 1—67 (второй паг.).